# Agni Air Flight CHT
Den 14. maj, 2012 styrtede Agni Air Flight CHT, et Agni Air-drevet Dornier 228 (flight AG-CHT), ned nær Jomsom Airport i Jomsom, Nepal efter et mislykket go-around.
Ulykken dræbte 15 ud af de 21 passagerer og besætning, herunder begge piloter, mens 2 danskere overlevede det voldsomme styrt.

## Flyselskab
Agni Air et et nepalesisk flyselskab, som operer med indenrigsflyvninger i Nepal. Det tilbyder flyrejser fra Kathmandu til Bhadrapur, Bhairahawa, Biratnagar, Jomsom, Lukla, Pokhara og Tumlingtar. De bruges især af individuelle rejsende og trekking turister.

## Flyet
Det nedstyrtede fly var et Dornier 228, registreret som 9N-AIG.

## Styrtet
Flyet fløj fra Pokhara Airport til Jomsom Airport, med 18 passagerer, to piloter og en stewardesse om bord. Klokken 09:30 lokaltid (03:45 UTC), blev det første landingsforsøg afbrudt af piloterne. Under en af de efterfølgende go-around, ramte en af vingerne en klippe, og flyet styrtede ned.

## Passagerer og besætning
| Nationalitet | Dødsfald   | Dødsfald  | Overlevede | Overlevede | Total |
| Nationalitet | Passagerer | Besætning | Passagerer | Besætning  | Total |
| ------------ | ---------- | --------- | ---------- | ---------- | ----- |
| Nepal        | 0          | 2         | 0          | 1          | 3     |
| Indien       | 13         | -         | 3          | -          | 16    |
| Danmark      | 0          | -         | 2          | -          | 2     |

En af de omkomne var Taruni Sachdev, en 14 år-gammel børneskuespiller fra Indien, og hendes mor.
Et dansk par, som var på trekkingtur og som sad bagest i flyet, Andreas Rasch og Emilie Frijs Jørgensen, overlevede det dramatiske styrt.